# Die Karpathen

Die Karpathen (Carpații) a fost o publicație bilunară în limba germană, care a apărut în perioada 1907 - 1914 la Brașov, Transilvania, Imperiul Austro-Ungar.
Publicația subtitulată Halbmonatsschrift für Kultur und Leben (Scriere bilunară pentru cultură și viață) a fost scoasă de scriitorul Adolf Meschendörfer. Întors de la studii din Germania, Meschendörfer a încercat să introducă și în rândul concetățenilor săi noile idei din artă și literatură. El s-a angajat pentru o educare estetică, pentru combatrea dilentantismului și provincialismului, pentru promovarea tinerelor talentea în rândul populției săsești. Publicația a căutat să stabilească legături cu ceilalți germani din Ungaria, dar și cu comunitățile maghiare și române.
În 1908 Meschendörfer a publicat în foileton romanul Leonore, care zugrăvea societatea săsească din Transilvania la început de secol XX.
În paginile revistei Die Karpathen au apărut și articole pe teme științifice și economice, dar Meschendörfer susținea în special "necesitatea evadării sașilor din cadrul tradițional al viziunii asupra lor înșiși". Meschendörfer pleda pentru înlocuirea valorilor legitimate prin tradițiile istorico-politice cu altele, întemeiate pe criterii estetice. În felul acesta, el căuta să inaugureze o direcție critică în cultura sașilor, menită a opera în cadrul ei reconsiderări atât în evaluarea trecutului cât și în fixarea opțiunilor viitoare.
Pentru a avea o idee despre tematica unui număr din revistă, iată cuprinsul ediției din anul al treilea de apariție, semestrul 1, octombrie 1909 - martie 1910:
- Julius Teutsch: Vorgeschichtliche Funde und Fundorte im Burzenland (Descoperiri și situri preistorice în Țara Bârsei)
- A[dolf]. (Carl) Höhr (1869–1916): Das alte Schässburg (Vechea Sighișoară)
- Ernst Buchholzer: Die soziale Stellung unserer Mittelschulprofessoren nach ihrer materiellen Seite (Situația socială a profesorilor de școală medie din punct de vedere material)
- Edmund Steinacker[3]: Eine Selbstbiographie (O autobiografie)
- Hans Ungar: Ein sächsischer Dorfpfarrer im 18. und 19.Jahrhundert ("Un preot de țară sas în secolele 18 și 19")
- Johann Plattner (1854–1942): Bulea
- Ernst Kühlbrandt: Das Marienbild in der Kronstädter Stadtpfarrkirche (Chipul fecioarei Maria în biserica din Brașov)
- H. Wildenburg: Allgemeines über den Wintersport (De toate despre sporturile de iarnă)
- W. Dik: Vom Winter in den Burzenländer Bergen (Despre iarna în dealurile Țării Bârsei)
- Karl Ungar: Das Badewesen von Hermannstadt in alter und neuer Zeit (Scăldatul în Sibiu pe vremuri și în prezent)
- Joseph Gabriel: Die Schwaben des Banates (Șvabii bănățeni)
- Horst Krummel: Wild und Jagd im Burzenlande (Vânatul și vânătoarea în Țara Bârsei). [4]

Odată cu începerea Primului Război Mondial, publicația și-a încetat apariția.